# Michał Glykas
Michał Glykas (gr.: Μιχαὴλ Γλυκᾶς, Michaēl Glykas) – poeta, kronikarz, epistolograf i teolog bizantyński z drugiej połowy XII wieku.

## Życie
Michał Glykas urodził się w 1. połowie XII wieku, najprawdopodobniej na wyspie Korkyrze. Wedle niektórych źródeł ojczyzną Glykasa była Sycylia, dlatego obdarzają go one przydomkiem Sikitides. Glykas otrzymał rozległe wykształcenie. Na dworze cesarza Manuela I Komnena piastował urząd sekretarza cesarskiego (grammatikos). Za udział w jakimś spisku politycznym, został uwięziony i skazany na oślepienie (1158 r.). Otto Kresten twierdzi, że Michał należał do spisku, który doprowadził do upadku Theodora Styppeiotesa. Paul Magdalino wskazuje na fragment z dzieła Nikatesa Choniatesa, który twierdzi iż powodem oślepienia było przywiązanie Michała do "świętych ksiąg". Z faktu, że w więzieniu pracował nad swoimi utworami (napisał w nim między innymi swoje pierwsze wiersze) domniemywa się, że wyroku nie wykonano całkowicie. Większość badaczy zgadza się z poglądem, że można identyfikować Michała Glykasa z Michałem Skiditesa, który został oskarżony o herezje oraz uprawianie magii.

## Teolog
W 1164 roku Glykas przesłał na ręce cesarza Manuela Zbiór przysłów ludowych (Parojmíaj). Autor odczytał przysłowia alegorycznie, nadając im sens teologiczny. Zbiór został napisany wierszem politycznym i poprzedzony pochwalnym prologiem ku czci cesarza. W epilogu zawarł natomiast poeta prośbę o pomoc materialną spowodowaną trudnymi warunkami życiowymi.

## Kronikarz
Nieco późniejsza od Zbioru przysłów jest kronika Glykasa zatytułowana Księga historii (Bíblos chroniké). Kronika rozpoczynająca się tradycyjnie od „stworzenia świata”, została doprowadzona przez autora do końca panowania Aleksego I Komnena. Dzieło ma cel parenetyczny. Autor napisał je „ku zachęcie i przestrodze” swego syna. Do niego też zwraca się co pewien czas bezpośrednio apostrofą „najdroższy” (agapete). Księga historii dzieli się na 4 części. Pierwsza obejmuje szeroko pojęte dzieje stworzenia - świata, człowieka, zwierząt, roślin, kamieni. Informacje do niej Glykas czerpie z pism Ojców Kościoła: Justyna Męczennika, Bazylego Wielkiego, Jana Chryzostoma, Teodoreta z Cyru, Maksyma Wyznawcy, Jana z Damaszku, Anastazego Synaity, a także, po raz pierwszy w dziejach kroniki bizantyńskiej, z popularnej lektury Opowiadanie o przyrodzie (Physiológos). Sięga również do bardzo poczytnego w Bizancjum romansu Barlaam i Jozafat. W części drugiej opisuje historię Judei i Wschodu na podstawie Starożytności żydowskich, i Wojny żydowskiej Józefa Flawiusza. Część trzecią poświęca dziejom rzymskim do czasów Konstantyna Wielkiego. Część czwartą dziejom rzymskim (bizantyńskim) po Konstantynie. Informacje historyczne Glykas czerpie z kronik Jana Skylitzesa, Jerzego Kedrena, Michała Psellosa, Jana Zonarasa i Konstantyna Manassesa.
Układ Księgi historii wyróżnia się znaczną oryginalnością na tle innych kronik bizantyńskich. Glykas pominął podstawowe fakty historyczne na rzecz szeroko rozbudowanych ekskursów o treści teologicznej, przyrodniczej, wojskowej z uwzględnieniem anegdot i różnych ciekawostek. Jego kronika nie posiada dlatego prawie żadnej wartości jako źródło historyczne. Nie przeszkodziło jej to jednak cieszyć się dużą poczytnością wśród niższego kleru i mniej wybrednych czytelników świeckich Zachowało się 40 rękopisów dzieła, z których 5 najstarszych pochodzi z XIII—XVI wieku. Dwa z zachowanych rękopisów, przez nieporozumienie, autorstwo części kroniki, zaczynającej się od Juliusza Cezara, przypisują Teodorowi Metochicie. Błąd ten powielił J. Meursius w swoim wydaniu z 1610 roku. Księga historii została po raz pierwszy przetłumaczona na łacinę przez J. Leunclaviusa. Przekład ten ukazał się drukiem w 1572 roku.

## Epistolograf i poeta
Michał Glykas jest autorem ponad 90 listów, w których odpowiada na rzeczywiste, a czasami fikcyjne, listy. Adresatami listów Glykasa są mnisi oraz osoby, blisko związane z dworem cesarskim, jak sewastos Jan Dukas, Andronik Paleolog, sewastokrator Manuel Komnen, Teodora, bratanica Manuela I Komnena. Autorstwo kilku z tych listów jest w kilku rękopisach przypisywane Janowi Zonarasowi. Tematycznie listy Glykasa łączą się z Księgą historii, poruszają problemy dogmatyczne, egzegetyczne, moralne, liturgiczne. Autor sięga często po alegorie przyrodnicze i przysłowia ludowe.
W trakcie pobytu w więzieniu powstały Wiersze (Stichoj) Glykasa, utwór poetycki liczący sobie 581 wersów politycznych. Poeta zaadresował go do cesarza Manuela Komnena. W adresie żali się na swą niedolę: został wtrącony na dno nieszczęścia wskutek fałszywego oskarżenia ze strony złego sąsiada. Błaga więc cesarza o przywrócenie mu wolności, aby nie było tak, że: "..żona popa zrobiła fałszywy krok, ukarano popa".
Wiersze, powstały w 1158 lub 1159 roku i są najstarszym zabytkiem bizantyńskiej literatury ludowej. Glykas odważył się posłać cesarzowi utwór napisany w potocznym języku ludowym, mimo że  posługiwanie się demotykiem w tym czasie było uważane za prostactwo i brak kultury. Musiał wiedzieć, jako sekretarz cesarski, że Manuela bawił żywy i jędrny język stołecznych ulic i placów. W ślady Glykasa poszedł wkrótce Teodor Prodrom, a po trzech wiekach do tradycji Glykasa nawiązał Sachlikis z Krety.

## Wydania prac
- J.-P. Migne, Michael Glyca opera omnia, Paris, 1866.
- Michael Glycas, Annales, I. Bekker (ed.), Bonn, 1836.
- Michael Glykas, Εἰς τὰς ἀπορίας τῆς Θείας Γραφῆς κεφάλαια, S. Eustratiadis (ed.), vol. I, Athens, 1906; vol. II, Alexandria, 1912.
- Giovanni Mercati (ed.), Opere minori, Biblioteca apostolica vaticana, Vatican, 1937 (vol. I, p. 426).
- Émile Legrand, Bibliothèque grecque vulgaire, Paris, 1881.
- Raffaele Cantarella, Poeti bizantini, Rizzoli, Milan, 2000.